# Virus Ebola
Il virus Ebola o virus di Ebola (EBOV), in precedenza denominato “Zaire ebolavirus”, è l'unico virus della specie Zaire ebolavirus (la specie di riferimento rispetto alla sua variante Zaire ebolavirus Makona), una delle cinque specie del genere Ebolavirus, che a sua volta fa parte della famiglia Filoviridae dell'ordine Mononegavirales, virus a RNA a singolo filamento negativo (ssRNA-).
Il virus Ebola è una delle quattro specie responsabili della malattia da virus Ebola (in inglese "Ebola virus disease" o "EVD"), che colpisce gli umani con una febbre emorragica con un tasso di letalità molto alto (le altre specie, anch'esse comprese nel genere Ebolavirus, sono Bundibugyo ebolavirus, Sudan ebolavirus e Tai Forest ebolavirus). Il virus Ebola ha causato la maggioranza dei decessi connessi con la malattia da virus Ebola ed è la causa della epidemia di febbre emorragica di Ebola in Africa occidentale del 2014.
Il virus Ebola venne inizialmente denominato Zaire dal nome del paese dove venne individuato per la prima volta (oggi Repubblica Democratica del Congo), e fu sospettato di essere un nuovo ceppo strettamente collegato al Marburg virus. Il ceppo di riferimento dell'Ebola virus, variante Mayinga (EBOV-May) prende il nome da Mayinga N'Seka, una infermiera deceduta durante l'epidemia del 1976.
Il virus fu rinominato "virus Ebola" nel 2010 per evitare confusioni.

## Storia
Durante l'epidemia di Ebola del 1976 in Zaire, il microbiologo Ngoy Mushola viaggiò da Bumba nella Repubblica Democratica del Congo fino a Yambuku, dove registrò la prima descrizione clinica degli effetti del virus nel suo diario giornaliero:
Il virus fu dapprima identificato nel 1976 da alcuni studiosi come un possibile nuovo ceppo del Marburg virus; allo stesso tempo, un altro team introdusse il nome "virus Ebola".
L'International Committee on Taxonomy of Viruses considera il virus Ebola come l'unico membro della specie Zaire ebolavirus. Il nome deriva dal fiume Ebola, un tributario del fiume Congo un tempo creduto in prossimità dell'area dove si sviluppò il primo focolaio dell'epidemia del 1976. Al nome del fiume si aggiunge il suffisso tassonomico virus.
Nel 2000, il nome del virus fu cambiato in Zaire Ebola virus, e nel 2002 in Zaire ebolavirus.
Malgrado ciò, la maggior parte degli articoli scientifici che continuavano a riferirsi al virus utilizzavano il termine "Ebola virus" e "Zaire ebolavirus" in parallelo. Di conseguenza, nel 2010 venne reintrodotto il nome ufficiale Ebola virus.
Esistevano in precedenza le abbreviazioni EBOV-Z (per "Ebola virus Zaire") e ZEBOV (per "Zaire Ebola virus" o "Zaire ebolavirus"). Nel 2010 venne reintrodotto EBOV come abbreviazione del virus.

## Caratteristiche
La riserva virale del virus Ebola si ritiene sia nei pipistrelli, particolarmente quelli della frutta e si trasmette principalmente tra umani e dagli animali attraverso i fluidi corporei.
Il genoma dell'EBOV è un singolo filamento di RNA lungo approssimativamente 19000 nucleotidi. La codifica comprende sette proteine strutturali: nucleoproteina (NP), cofattore per la polimerasi (VP35), (VP40), GP, attivatore della trascrizione (VP30), VP24, e RNA polimerasi (L).
A causa del suo alto tasso di letalità, l'EBOV è anche elencato tra gli agenti biologici inseriti nel Select Agent Program statunitense, definito dallo United States Department of Health and Human Services e dallo United States Department of Agriculture come la lista di agenti dotati di un "potenziale per rappresentare una severa minaccia alla salute e sicurezza pubblica".
La World Health Organization classifica il virus nel Risk Group 4 Pathogen, il che richiede per il suo trattamento un contenimento equivalente al livello 4 di biosicurezza. Lo statunitense National Institutes of Health/National Institute of Allergy and Infectious Diseases lo classifica come Category A Priority Pathogen, mentre il Centers for Disease Control and Prevention (CDC) lo classifica come Category A Bioterrorism Agent e lo inserisce nell'elenco degli agenti biologici per i quali vi è un controllo delle esportazioni sotto l'egida dell'Australia Group.

### Criteri di inclusione in Ebola virus
Un virus della specie Zaire ebolavirus è un virus Ebola (EBOV) se ha le proprietà di Zaire ebolavirus e il suo genoma differisce da quello di riferimento dell'Ebola virus variante Mayinga (EBOV/May) del 10% o meno a livello nucleotide.

## Ecologia
Il virus Ebola è un agente patogeno zoonotico. I vettori sono "varie specie di pipistrelli della frutta (...) in tutta l'Africa centrale e sub-sahariana". Sono state individuate infezioni nei pipistrelli attraverso analisi molecolari e sierologiche, tuttavia nei pipistrelli gli ebolavirus non sono stati isolati. Gli ospiti finali sono gli umani e le grandi scimmie che si infettano attraverso il contatto con i pipistrelli o tra loro. È stato riportato che maiali nelle isole Filippine si sono infettati con il Reston virus, il che fa supporre che potrebbero esistere altri ospiti temporanei o amplificanti.

## Malattia da virus Ebola
Il virus Ebola è uno dei quattro ebolavirus noti in grado di causare patologie negli umani. Ha il più alto tasso di letalità tra gli ebolavirus, con una media dell'83 per cento valutato a partire dalle prime epidemie che si sono succedute dal 1976, sebbene la letalità sia arrivata al 90 per cento in una epidemia tra il 2002 e il 2003. Il virus Ebola è anche quello che ha avuto il maggior numero di epidemie rispetto ad ogni altro virus del genere Ebolavirus. Il primo focolaio della infezione con questo nome si verificò il 26 agosto 1976 a Yambuku. Il paziente zero fu Mabalo Lokela, un maestro di scuola di 44 anni che presentava i sintomi della malaria e fu di conseguenza curato con il chinino. Il contagio fu attribuito al riuso di aghi non sterilizzati e a contatti personali ravvicinati con i fluidi organici o con i posti toccati dagli ammalati.

## Vaccino
Vaccini realizzati con virus Ebola inattivati non hanno generato sufficiente risposta all'agente patogeno reale da parte del sistema immunitario.
Recentemente, sono state utilizzate nuove tecniche che impiegano subunità virali. Le subunità stanno realizzando sviluppi promettenti in laboratorio proteggendo animali dalla infezione da Ebola.

## Produzioni televisive
- The Hot Zone - miniserie TV (2019)